# Offene Universität Japan

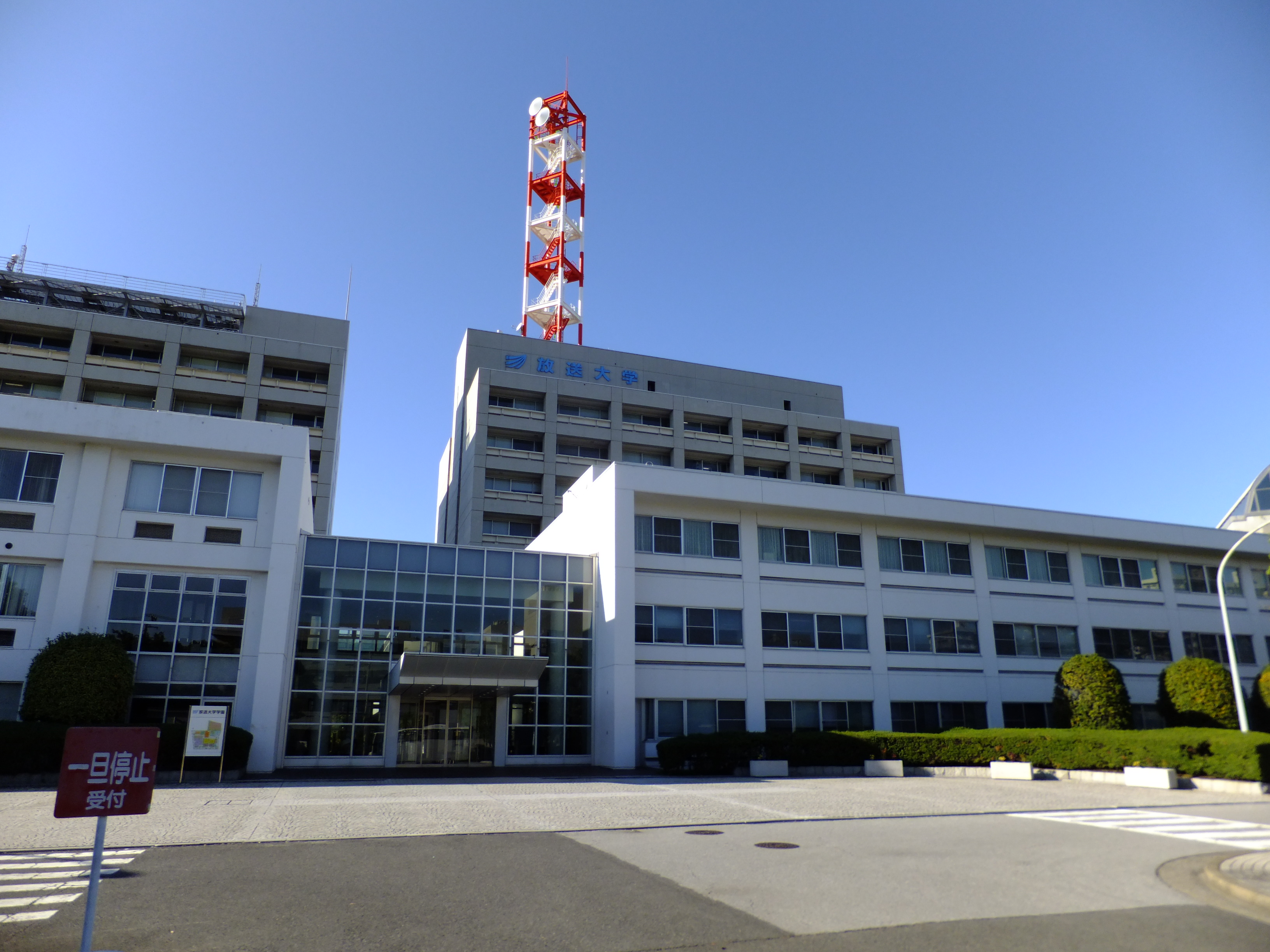
Hauptgebäude (2012)

Die Offene Universität Japan (japanisch 放送大学 Hōsō daigaku, wörtlich „Rundfunk-Universität“; engl. The Open University of Japan, kurz: Hōdai (放大) oder OUJ) ist eine bis 2003 staatliche, danach private Fernuniversität in Japan. Der Sitz der Universitätsverwaltung liegt in Mihama-ku, Chiba in der Präfektur Chiba.
Die Universität ist nach dem Gesetz Hōsō-Daigaku-Gakuen-Hō (放送大学学園法, dt. „Gesetz zur Körperschaft der Offenen Universität Japan“) eingerichtet. Bis 2003 war die Körperschaft eine staatliche Sonderkörperschaft (特殊法人 tokushu hōjin). Im Oktober 2003 wurde das neuere Gesetz in Kraft gesetzt, und die Universitätskörperschaft wurde eine spezielle Bildungskörperschaft (学校法人 gakkō hōjin). Also ist die Universität eine spezielle private Universität.
Die Universitätskörperschaft wurde 1981 gegründet, und die Universität wurde 1983 eröffnet. 2001 richtete sie die Graduiertenschule (Masterstudiengänge) ein, 2014 dann die Doktorkurse. 2007 wurde der englische Name von „The University of the Air“ in „The Open University of Japan“ geändert.
Weil sie eine „offene Universität“ ist, ist die Aufnahme in die Bachelorstudiengänge für Einwohner in Japan sehr leicht (keine Aufnahmeprüfung). Der Bachelor-Abschluss erfordert mehr als 124 Credits in 4–10 Jahren.
Die Universität bietet Vorlesungen an
- über Rundfunk (Fernsehen, Radio und Internet),
- online,
- an den Studienzentren (50 Zentren in Japan)[7], und
- über Live Web.[8]

## Fakultäten
- Fakultät für Liberal Arts
  - Studiengebiet: Leben und Wohlfahrt
  - Studiengebiet: Psychologie und Bildung
  - Studiengebiet: Leben und Wohlfahrt
  - Studiengebiet: Gesellschaft und Industrie
  - Studiengebiet: Informatik
  - Studiengebiet: Natur und Umwelt